# Дауговиш, Сергей Николаевич
Сергей Николаевич Дауговиш  (1948, Рига, Латвийская ССР – 2021, Рига, Латвийская Республика) — латышский филолог-достоевист, кандидат филологических наук, ассоциированный профессор, заведующий кафедрой русской литературы филологического факультета Латвийского университета (в 1998—2002).

## Биография
Родился 2 июня 1948 года в Риге в семье служащих; отец был директором школы. В 1965 году окончил Рижскую среднюю школу № 62 и более года работал курьером на фабрике Rīgas Ādītajs. В 1967 году поступил на отделение русского языка и литературы филологического факультета Латвийского государственного университета. После окончания университета, с 1972 по 1977 год он работал в Министерстве просвещения Латвийской ССР.
С 1977 года по 1979 год учился в заочной аспирантуре при кафедре русской литературы филологического факультета ЛГУ по специальности русская литература.
С 1978 года начал преподавать в Латвийском университете; в 1984 году защитил кандидатскую диссертацию на тему «Общее и специфическое художественных образов с вербальной и визуальной основой (проблема „слова и изображения“ на материале литературы и фотографии)» и получил учёную степень кандидата филологических наук. в 1986 году получил звание доцента; 1998 года по 2002 годы был заведующим кафедрой русской литературы; в 1999 году получил учёное звание ассоциированного профессора. В бакалаврской и магистерской программах русской филологии он читал следующие курсы: «Теория литературы», «История литературоведения», «История русского литературоведения», «Поэтика Ф. Достоевского», «Фото-журналистика», «История русской литературной критики», «История русской литературы второй трети 19 века». Руководил курсовыми, бакалаврскими и магистерскими работами. В 2012 году вышел на пенсию.
Был автором и редактором сборника научных статей Латвийского университета «PHILOLOGIA»: Рижский филологический сборник (1994—2002). С 2001 года был членом Латвийской эстетической ассоциации. Принимал участие в подготовке нового академического издания «Избранных сочинений Ф. М. Достоевского» в 35 томах. С 2004 года был членом IDS (International Dostoevsky Society), с 2005 года – представителем Латвии в этой организации. Также он был редактором сборника International Dostoevsky Society / Latvian Section / POETICA- D: Поэтика Достоевского: статьи и заметки (2007).
Умер в Риге 11 мая 2021 года.